# Wenceslao Lagumbay
Wenceslao Lagumbay (Longos, 28 september 1913 - 3 september 1995) was een Filipijns politicus. Hij was van 1953 tot 1965 lid van het Filipijns Huis van Afgevaardigden en van 1965 tot 1971 had hij zitting in de Senaat van de Filipijnen. Van 1984 tot 1986 was Lagumbay nog lid van de Batasang Pambansa. Hij stond bekend als een nationalistisch politicus en was een van de fervente voorstanders van het Filipino First-beleid.

## Biografie
Wenceslao Lagumbay werd geboren in Longos, tegenwoordig Kalayaan geheten, in de Filipijnse provincie Laguna. Hij was de jongste van een gezin van zes kinderen van Eufemio Lagumbay en Maria Rancap. Na het voltooien van de middelbare school in 1932 verhuisde hij naar Manilla waar hij begon aan een vooropleiding voor rechten aan de Far Eastern University. Omdat hij niet van rijke komaf was, moest hij naast zijn studie werken voor zijn levensonderhoud. Toen hij in zijn tweede jaar bovendien zijn vrouw ontmoette en met haar trouwde, veranderde hij uit praktische overwegingen van studie. Zijn nieuwe studie accountancy was korter en minder prijzig. Hij slaagde er uiteindelijk door deeltijdstudie in 1939 in om deze opleiding af te ronden. Ook slaagde hij voor het Filipijnse toelatingsexamen voor accountants. Nadien was tot het einde van de Tweede Wereldoorlog werkzaam als accountant. Na de oorlog hervatte hij zijn rechtenstudie aan de University of Santo Tomas en Manuel L. Quezon University. Hij behaalde een bachelor-diploma rechten en slaagde tevens voor het toelatingsexamen van de Filipijnse balie. Aansluitend vertrok hij naar de Verenigde Staten waar hij in een master-opleiding rechten voltooide aan de George Washington University.
Na zijn terugkeer uit de VS won Lagumbay bij de verkiezingen van 1953 namens de Nacionalista Party de zetel van het 2e kiesdistrict van Laguna in het Filipijns Huis van Afgevaardigden. In 1958 en in 1962 werd Lagumbay herkozen in het Huis. In het Huis stond hij bekend als een van de betere sprekers en een congreslid dat de uitgaven van de overheid scherp in de gaten hield. Zo onthulde hij frauduleuze praktijken rondom een aanbesteding van schoolboeken en kaartte hij diverse andere dubieuze praktijken aan. Verder maakte hij deel uit van een beweging in het Huis die de ontwikkeling van een nationale taal wilde bevorderen. Bij de verkiezingen van 1965 werd hij voor een termijn van zes jaar gekozen in de Senaat van de Filipijnen. Nadat Ferdinand Marcos in 1972 de staat van beleg uitriep werd het Filipijns Congres opgeheven. Marcos regeerde daarna op dictatoriale wijze het land. In 1978 werd er opnieuw een parlement ingericht. Lagumbay was van 1984 tot 1986 een van de leden van deze Batasang Pambansa. Na de val van Marcos was Lagumbay een van de kandidaten bij de senaatsverkiezingen van 1987. Hij behaalde echter niet voldoende stemmen om verkozen te worden.
Lagumbay overleed in 1995 op 81-jarige leeftijd. Hij was getrouwd met Adelaida del Carmen.